# Ivan Kraus
Ivan Kraus (* 1. března 1939 Praha) je český spisovatel, herec a loutkoherec, bratr herce Jana Krause. Mezi lety 1968 a 1990 žil v exilu.

## Biografie
Narodil se 1. března 1939. V dubnu 1940 (když mu byl jeden rok) byl jeho otec, Ota Kraus, zatčen gestapem a celé válečné období strávil v ghetech a koncentračních a vyhlazovacích táborech, které se mu podařilo přežít, takže svého syna uviděl až po osvobození Buchenwaldu jako šestiletého. Toho mezitím vychovávala matka, která v průběhu války byla donucena odstěhovat se z Prahy do Libčic nad Vltavou. Později se rodina vrátila do Prahy, kde Ivan studoval na gymnáziu na Strossmayerově náměstí, které zakončil maturitou v roce 1957. Při studiu hrál ve Dvořákově divadelní společnosti. V letech 1957–59 navštěvoval Školu mezinárodních ekonomických vztahů, poté několik měsíců pracoval v podniku Keramika. Na podzim 1959 nastoupil vojenskou službu. První rok byl v odloučené rotě hlídající palivo a další rok a půl pracoval na Pardubickém letišti jako vojenský letecký mechanik. Během služby založil umělecký soubor zabývající se hudbou, recitací a pantomimickými výstupy. V Pardubicích ho herec Jiří Sýkora pozval ke spolupráci do literárního kabaretu Experiment. Zde působil jako mim, později jako spoluautor a interpret. Během vojenské služby psal a v časopise Voják otiskli jeho první povídku. Po službě, prodloužené o mnoho měsíců kvůli kubánské krizi, zůstal v kabaretu Experiment, ale pro politické názory, které vyjadřoval v satirických skečích, byl z Pardubic vyhoštěn a kabaret byl rozpuštěn. Odešel s herci Josefem Krausem a Jaroslavem Kremlou do Havířova, kde jim spisovatel Eduard Světlík umožnil při osvětovém domě založit novou skupinu literárního kabaretu Mikrodivadlo (spolu s Blankou Krskovou a Dagmar Jakubovskou). Mikrodivadlo obdrželo v roce 1962 první cenu na festivalu humoru a satiry Haškova Lipnice. Na jednu sezónu byl angažován do Divadla Petra Bezruče v Ostravě, kde hrál v inscenacích režisérů Jana Kačera a Saši Lichého (Andorra, Tři mušketýři, Kavkazský křídový kruh, Lázeňská sezóna, Milenci z kiosku) a spolupracoval s rozhlasem.
Mezi roky 1963 a 1968 pracoval v Praze, kde ho angažovalo státní divadelní studio do skupiny černého divadla Hany Lamkové. S Jiřím Sýkorou založili nový literární kabaret pro dva Toulavý kabaret. Dále spolupracoval s časopisy, rozhlasem a filmem (Byt a Zahrada Jana Švankmajera, Schormův Farářův konec). V roce 1963 se skupinou černého divadla SDS vystupoval v pařížské Olympii, v letech 1964–65 v hotelu Tropicana v Las Vegas v pořadu Folies Bergére a v Los Angeles v televizní show Binga Crosbyho. Několik reportáží z Paříže i z USA publikoval v rozhlase a v časopisech. Po návratu z USA pokračoval Ivan Kraus v jevištní činnosti v Praze. V roce 1967 se oženil s herečkou Naděždou Munzarovou a s přáteli založil novou divadelní skupinu Velvets. Psal také písňové texty k melodiím skladatele Milana Kymličky. V soutěži O děčínskou kotvu 1968 zvítězila jejich píseň Až jednou, kterou zpíval Milan Drobný.

### V exilu (1968–1990)

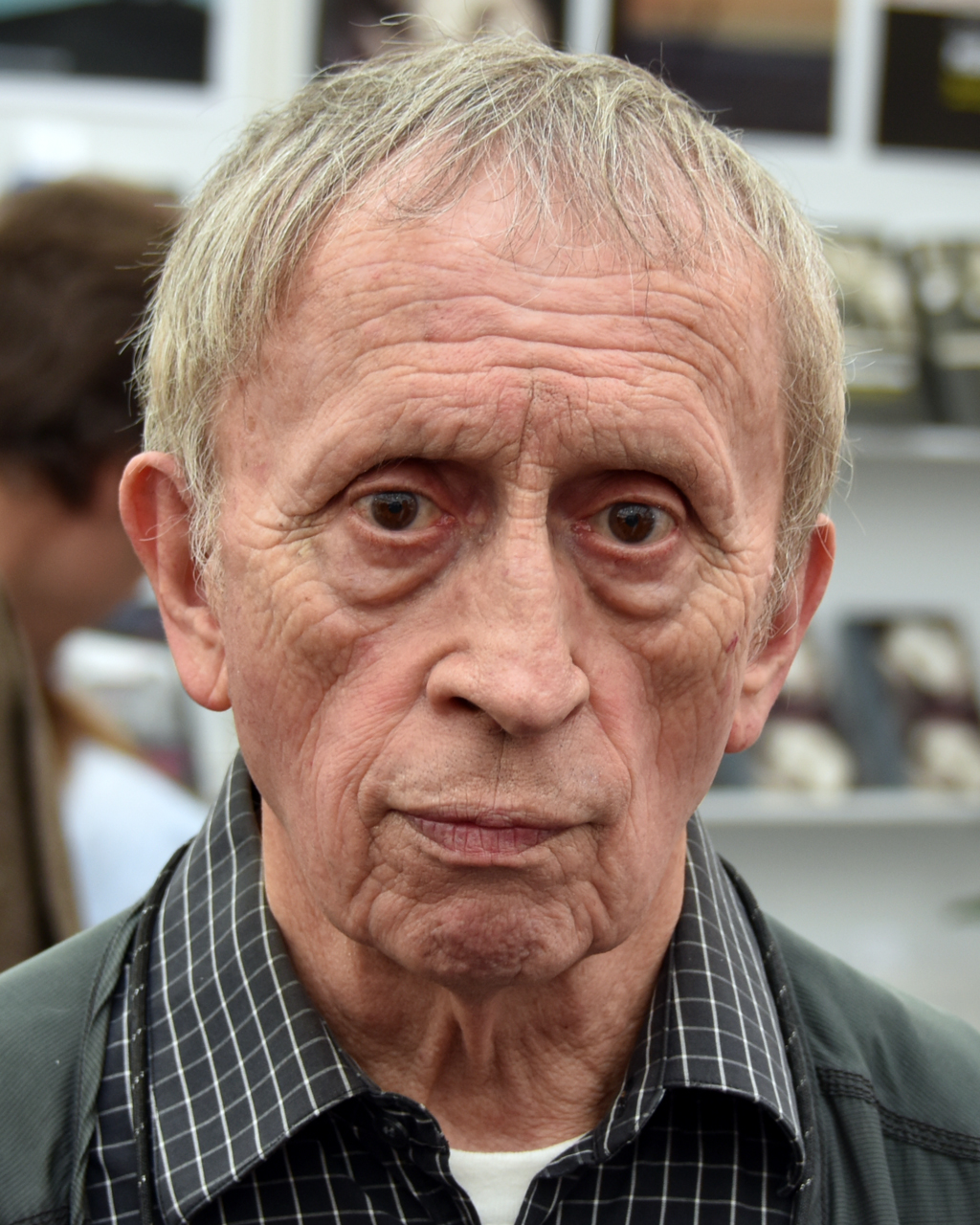
Ivan Kraus v roce 2019

V srpnu 1968 vystupoval s divadelní skupinou ve Varieté Rozmarýn v Brně; s ní také 3. října 1968 odjel na zahraniční zájezd, ze kterého se po povoleném roce nevrátil. Za nedovolené opuštění republiky byl on i jeho manželka v roce 1974 odsouzeni k trestu odnětí svobody na jeden rok. Prezident republiky jim 27. října 1988 udělil amnestii, kterou nepřijali.
V prvních letech exilu střídal příležitostná zaměstnání, posléze se od roku 1973 živil jako volný spolupracovník vysílání pro mládež v TV-SWF Baden-Baden, ZDF, ARD, kde působil jako spoluautor scénářů a loutkoherec (seriály: iX-Yps-show, Sowieso, Was alles noch…, Professor, Spass am Dienstag, TV F2 Meteo, Pouki-Fouki…).
Publikoval v mnoha českých exilových časopisech, např. Zpravodaj. Dr. Jaroslav Strnad, byl editorem Krausových knížek. V prvních letech spolupráce s Pavlem Tigridem ve Svědectví publikoval Ivan Kraus pod pseudonymem Viktor Vadim.
Jeho politické satiry byly překládány do angličtiny a publikovány mnoha mezinárodních antologiích a v časopise Index on Censorship. Skeč Censor byl zfilmován s Anthony Hopkinsem. Od roku 1975 do 2019 pod jménem Blackwits hrál se svou ženou s loutkami v evropských varieté a televizích.

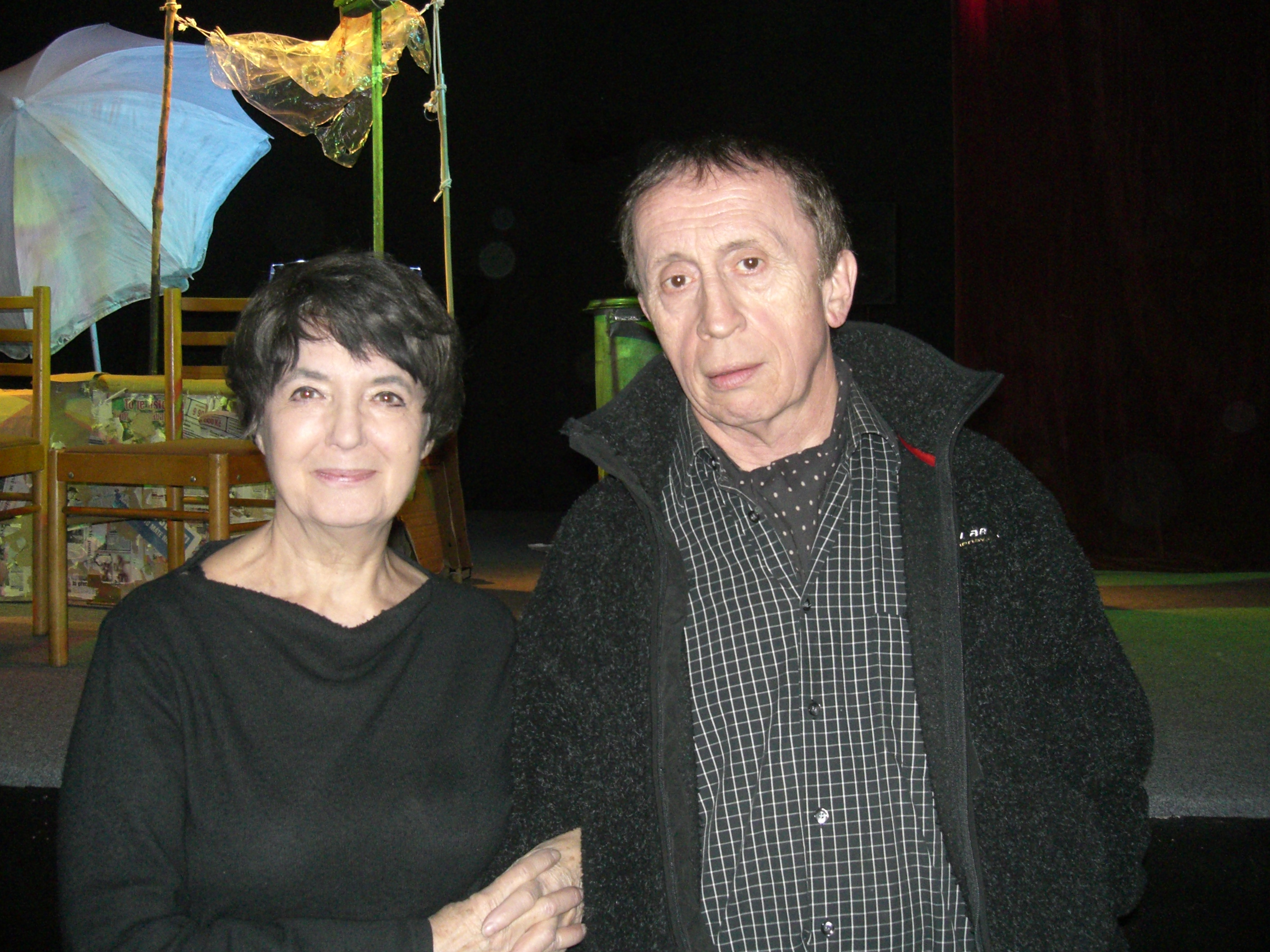
Ivan Kraus se svojí ženou, Naděždou Munzarovou (2007)

### Po revoluci
Po roce 1989 dál vystupoval s loutkami v zahraničí. V Česku opět spolupracuje s časopisy. Jeho knížky, vydávané od roku 1976 v exilovém nakladatelství Konfrontace Zurich, začaly od roku 1991 vycházet v Praze.
Některé jeho knížky jsou na pokračování čteny v Českém rozhlase. V ČRo také účinkuje v pořadech Host do domu, Jak to vidí, Mikrofórum atd. a v interview v TV. Od roku 1991 vycházejí CD, nahrávaná v divadle Voila v Praze, kde spolu s bratrem Janem čte ze svých knížek.

## Dílo

### Knihy
- To na tobě doschne (1976 Konfrontace, Curych, 1991 přetisk: Rozmluvy, Praha, 2006 dvojjazyčné vydání: Garamond, Praha)
- Prosím tě, neblázni! (1978 Konfrontace, Curych, 1992 přetisk: Rozmluvy, Praha, 1994 německý překlad: Frieling, Berlín)
- Jak nám uletěly třísky (1971 Konfrontace, Curych)
- Číslo do nebe (1984 Konfrontace, Curych, 1993 druhé vydání: Marsyas, Praha, 1994 třetí vydání: Academia, Praha)
- Výhodné nabídky (1992 Marsyas, Praha)
- Nejchytřejší národ (1994 Marsyas, Praha)
- Rodinný sjezd (1996 Marsyas, Praha, 2000 druhé vydání: Academia, Praha, 2005 dvojjazyčné vydání: Garamond, Praha, 2006 francouzsky: Noir sur blanc, Paris-Lausanne)
- Má rodina a jiná zemětřesení (1998 Academia, Praha) – tetralogie: To na tobě doschne, Prosím tě, neblázni!, Číslo do nebe a Rodinný sjezd
- Muž za vlastním rohem (1999 Academia, Praha) – satiry
- Kůň nežere okurkový salát (2000 Garamond, Praha; 2017 Academia, Praha)
- Medová léta (2001 Academia, Praha)
- Muž pod vlastním dohledem (2002 Academia, Praha) – satiry
- Snídaně v poledne (2002 Garamond, Praha; 2017 Academia, Praha) – fejetony z cest
- Udělej mi tichoučko! (2003 Academia, Praha)
- Kdybys nebyla, vymyslím si tě (2005 Academia, Praha)
- Muž na vlastní stopě (2007 Academia, Praha) – satiry
- Ve vlastních názorech se shodnu s každým (2007 Garamond, Praha; 2016 Academia, Praha) - aforismy
- Poker bez esa (2007 Větrné mlýny, Brno) – šest her
- Muž na vlastní křižovatce (2009 Academia, Praha) – satiry
- Jak to vidí Ivan Kraus (2007 Radioservis, Praha) – přepis rozhovorů pořadu Host do domu - Čr2 2006–2009
- Vedlejší nebe (2011 Academia, Praha)
- Mezinárodní polibky (2012 Academia, Praha)
- Má žena a jiné živly (2013 Academia, Praha)
- Veřejný písař (2014 Academia, Praha)
- Klub šampionů (2015 Academia, Praha)
- Čítanka Ivana Krause (2016 Veduta, Praha) – výběr pro festival Město čte knihu
- Soukromý Hollywood (2018 Academia, Praha) – pár poznámek
- 2800 znaků s mezerami (2020 Academia, Praha) – autor a Lidové noviny
- Sebrané veteše (2023 Petrkov, Praha)

### Hry a scénáře
- Zahrajte si kabaret č. 2 (1963 Dilia, Praha) – spoluautor
- Zahrajte si kabaret č. 3 (1963 Dilia, Praha) – spoluautor
- Textbeat (1965)
- Toulavý kabaret (1967 Dilia, Praha) – spoluautor
- Zahrada (1967) – spoluautor scénáře podle vlastní povídky Nepřítel z mládí
- Vejtaha (1970) – spoluautor hry pro děti
- Kontrasty (1971) – spoluautor scének pro černé divadlo
- Komedie z rance (1971) – spoluautor scének pro černé divadlo
- X-Y-show, Sowieso, Pouki-Fouki (1973–1975) – spoluautor scénářů zábavných seriálů pro mládež pro televize Baden-Baden a A2 Paris
- Happy day (1975) – spoluautor hudební skeče pro loutky Blackwits
- Rocking (1985) – spoluautor hudební skeče pro loutky Blackwits
- Gala (1986) – muzikál
- Poker bez esa (1996) – hra
- Doručovatel (1997) – monolog
- Víkend (1998) – komedie
- Na břehu (1999) – hra
- Vše, co dosud nevíte o vzniku bulvární komedie (2000)
- Živý květ (2003) – komedie